# Ebosi Ike
Ebosi Ike (japanisch えぼし池) ist einer der kleinen Seen auf der Ost-Ongul-Insel in der Inselgruppe Flatvær vor der Prinz-Harald-Küste des ostantarktischen Königin-Maud-Lands.
Vermessungen und Luftaufnahmen aus dem Jahr 1957 einer von 1957 bis 1962 durchgeführten japanischen Antarktisexpedition dienten seiner Kartierung. Japanische Wissenschaftler benannten ihn 1972 nach dem Eboshi-Kabuto, einem japanischen Helm.